# خوسه ماریا لاوایه
خوسه ماریا لاوایه (اسپانیایی: José María Lavalle‎; ۲۱ آوریل ۱۹۰۲ – ۷ ژوئیهٔ ۱۹۸۴) بازیکن فوتبال اهل پرو بود.
از باشگاه‌هایی که در آن بازی کرده‌است می‌توان به باشگاه فوتبال آلیانزا لیما اشاره کرد.
وی همچنین در تیم ملی فوتبال پرو بازی کرده‌است.